# Amauti

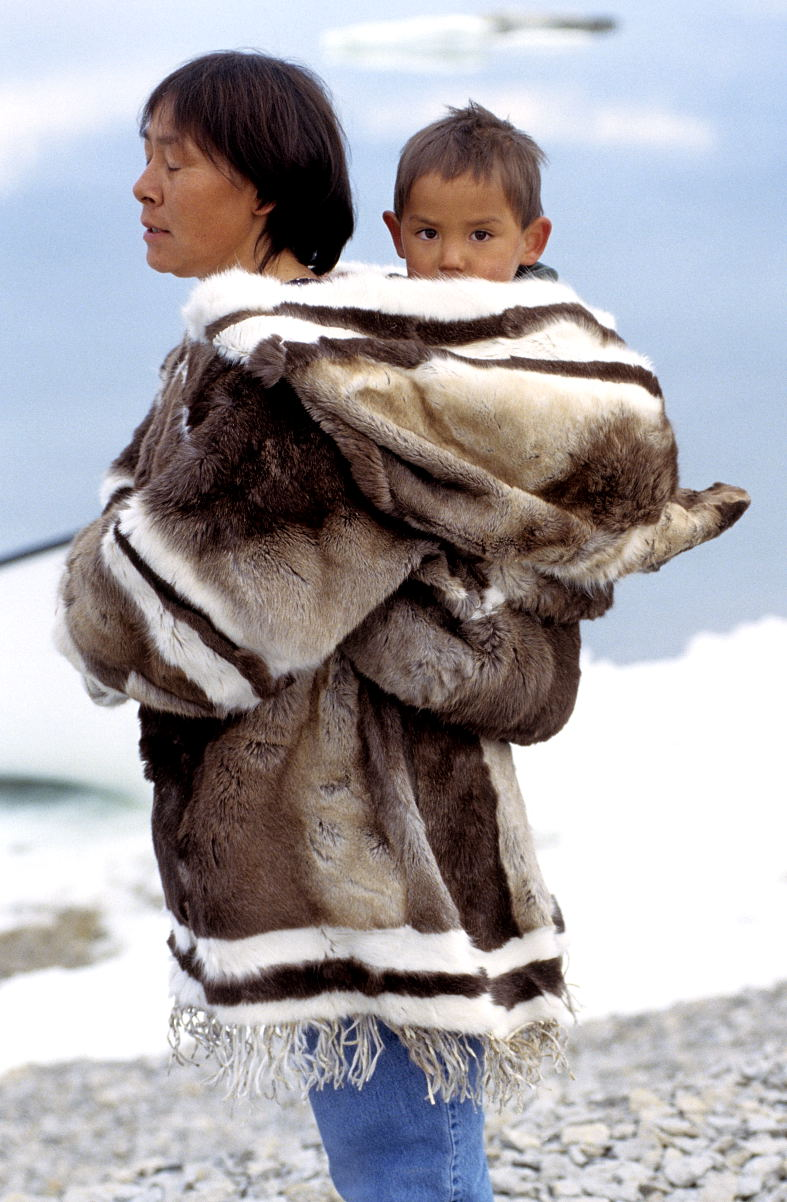
Amauti aus Karibufell
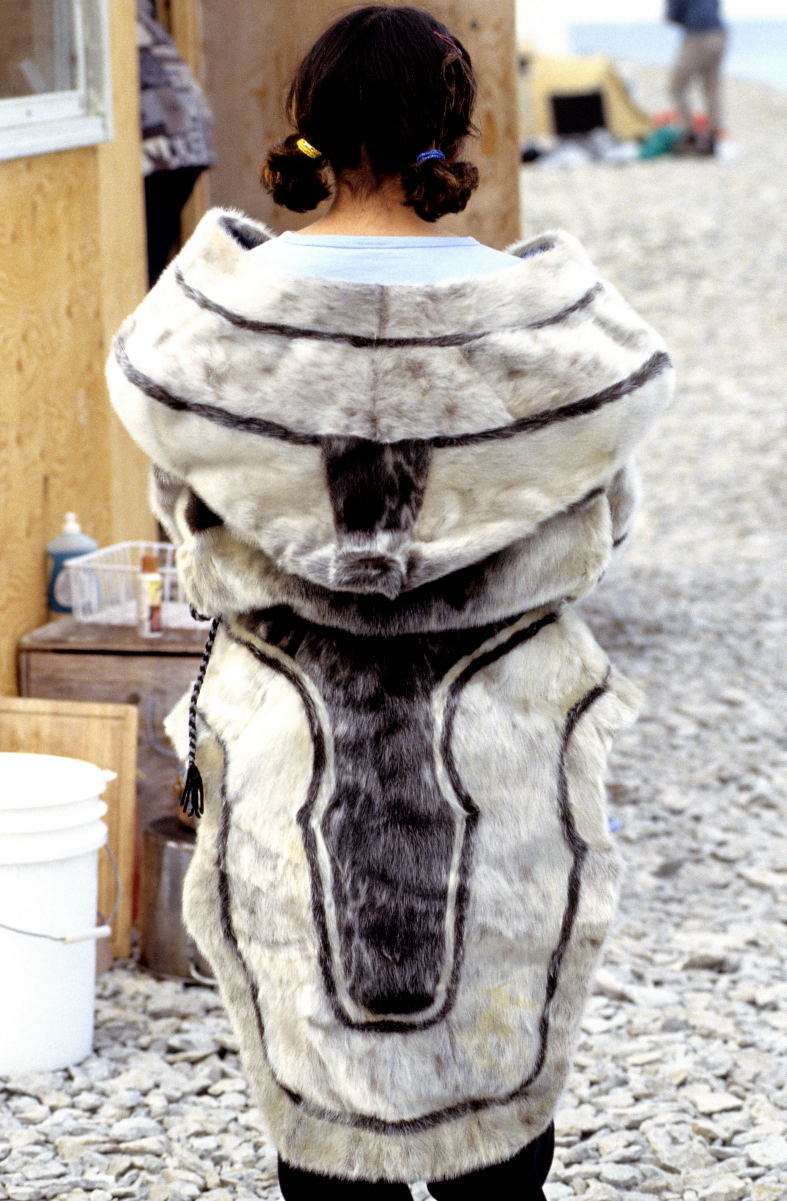
Amauti aus Seehundfell

Ein Amauti, auch Amaut oder Amautik (Plural amautiit), ist ein Parka, die Wetterjacke der Eskimofrauen der Arktis und damit auch der Inuitfrauen der östlichen kanadischen Arktis. Der Amauti wird charakterisiert durch den aufgeweiteten Rücken, der in eine Kapuze, manchmal Amaut genannt, übergeht. In der Rückentasche kann ein Kleinkind bis zum Alter von etwa zwei Jahren transportiert werden. Zum Stillen kann sie das Kind an die Brust holen, ohne dass der Säugling dabei den Witterungseinflüssen ausgesetzt ist.
Die Pauktuutit Inuit Women’s Association und andere NGOs setzen sich seit dem Weltgipfel für nachhaltige Entwicklung für die Anerkennung und den Schutz der Amauti-Herstellung als Traditionelles Wissen ein. Ziel ist, dass das Geistige Eigentum der indigenen Gemeinschaften am Amauti, anders als es beim Parka, Kayak, Anorak und Kamik geschehen ist, anerkannt wird und den Gemeinschaften nachhaltig zugutekommt.

## Die Herstellung des Amauti
| Bezeichnungen in den verschiedenen Dialekten | Bezeichnungen in den verschiedenen Dialekten | Bezeichnungen in den verschiedenen Dialekten |
| Sprache                                      | langschwänziger Amauti                       | hemdartiger Amauti                           |
| -------------------------------------------- | -------------------------------------------- | -------------------------------------------- |
| Iñupiaq                                      | nicht in Gebrauch                            | amaaġun ~ amaunnaq                           |
| Nattiliŋmiut                                 | akulik                                       | amauti                                       |
| Inuinnaqtun                                  | ᐊᑯᖅ akuq                                     | ᐊᒪᐅᑎ amauti                                  |
| Paallirmiut                                  | ᐊᑯᖅ akuq                                     | ᐊᖏᔪᖅᑕᐅᔭᖅ angijuqtaujaq                       |
| Nord- und Süd-Qikiqtaaluk                    | ᐊᑯᖅ akuq                                     | ᐊᖏᔪᖅᑕᐅᔭᖅ angijuqtaujaq                       |

Der Amauti kann aus verschiedenen Materialien gearbeitet sein, wie Robbenfell, Karibufell oder Düffel, einem schweren Wollstoff, darüber eine winddichte äußere Umhüllung. Üblicherweise transportieren die Frauen der in der östlichen Arktis lebenden Völker der Nunavut und Nunavik ihre Kleinkinder auf diese Art. Das Kleidungsstück ist aber auch in den Nordwest-Territorien, auf Grönland, Labrador, in der russischen Arktis und auf Alaska zu finden. Amautis aus Fellen wurden im Alltag weitgehend durch solche aus Stoff verdrängt.
Zum Nähen wurden früher die Rückensehnen der Karibus, dem nordamerikanischen Rentier, verwendet, aus denen sich sehr gute Fäden herstellen lassen. Als Nadeln benutzten die Frauen fein abgeschliffene und mit scharfer Spitze und Öhr versehene Knochenteile. Bis in die 1990er Jahre hinein nähten Frauen, die in kleinerem Umfang produzierten, noch mit der Hand. Während früher verschiedene Größen gearbeitet wurden, wird der Amauti heute oft individuell für die Trägerin passend angefertigt. Ältere Frauen messen noch auf die hergebrachte Art, beginnend mit dem Daumen wird die gespreizte Hand aufgelegt, unter Benutzung des Mittelfingers als Merkpunkt, etwa so: „1, 2, 3 Hände plus 1 Finger“; oder „1, 2 Hände bis zum ersten Glied des Merkfingers“.
Im Jahr 1934 berichtete eine deutsche Pelzfachzeitung, dass die Firma Lomen Brothers in Nome in Alaska Eskimofrauen im Gebrauch von Pelznähmaschinen unterwiesen hat. Die damit gefertigten Mäntel aus Rentierfell wurden in den Städten an der Pazifikküste verkauft.
Fachkräfte brauchen für die Anfertigung eines einfachen Amauti zwei bis drei Arbeitstage. Bei einer Näherin in Ganztagsbeschäftigung kann dies bis zu einer Woche, bei aufwändigen Teilen auch länger dauern.

## Die Unterbringung des Kindes
Es wirkt zwar so, als würde das Kind in der Kapuze transportiert. Tatsächlich sitzt das Kind aber in dem erweiterten, an die Kapuze anschließenden und zum Rucksack vergrößerten Rückenteit. Wird die Kapuze aufgesetzt, schützt sie beide, Mutter und Kind. Das Kind sitzt mit dem Bauch an die Mutter geschmiegt, die Beine angewinkelt; es kann auch mit dem Rücken zur Mutter befördert werden. Der Amauti wird in der Taille mit einem Band oder Gürtel zusammengehalten, so dass ein Abrutschen des Kindes aus dem Beutel verhindert wird. Das Gewicht lagert auf den Schultern der Mutter, wobei die Last üblicherweise mit zwei weiteren Bändern umverteilt wird, in der Form eines „V“, vom Schlüsselbein ausgehend mit einem Band um die Hüfte gesichert. Ein weiteres Bindeband führt zur Vorderkante der Kapuze und ermöglicht es der Mutter von dort aus, die Kapuze zu öffnen, so dass das Kind sich umschauen kann, oder sie aber bei unangenehmer Witterung über dem Kind zu schließen. Die Babyhöhlung war früher mit einer wiederverwendbaren „Windel“ aus Karibufell oder mit Moos ausgelegt.
Der Parka für Frauen ohne Kleinkinder heißt arnautit, in der westlichen Arktis niviaqsiaqsiuti, und hat keine Rückentasche.

## Winter- und Sommer-Amauti
Die traditionelle Kleidung der Eskimos besteht aus mehreren Schichten. Je nach Jahreszeit, Art des Gebrauchs und der Verwendung für außen oder in Innenräumen werden mehr oder weniger Teile übereinander angezogen. Am wärmsten sind die Eskimo-Winter an der arktischen Atlantikküste mit durchschnittlich −10° Celsius, in der Westarktis kann die Temperatur auf −60 bis −70 °C fallen. Das oberste Teil ist der Parka beziehungsweise Anorak, für die Mütter in der Form des Amauti. Eine Eigenschaft dieser Überbekleidungen ist der geräumige Schnitt, insbesondere der Ärmellöcher. Er hilft, die Körperwärme zu halten, ohne dass die Teile verschwitzen. Ein weiteres Merkmal ist das Weglassen von Verschlüssen, die Jacken sind über den Kopf zu ziehen. Dadurch kommt kein Wind hinein und die Temperatur bleibt konstant. Schulter-, Ärmelloch- und Halsnähte werden so gelegt, dass sie möglichst wenig durch das Gewicht des Kleidungsstückes belastet werden und die Nähte sich nicht vorzeitig lösen.

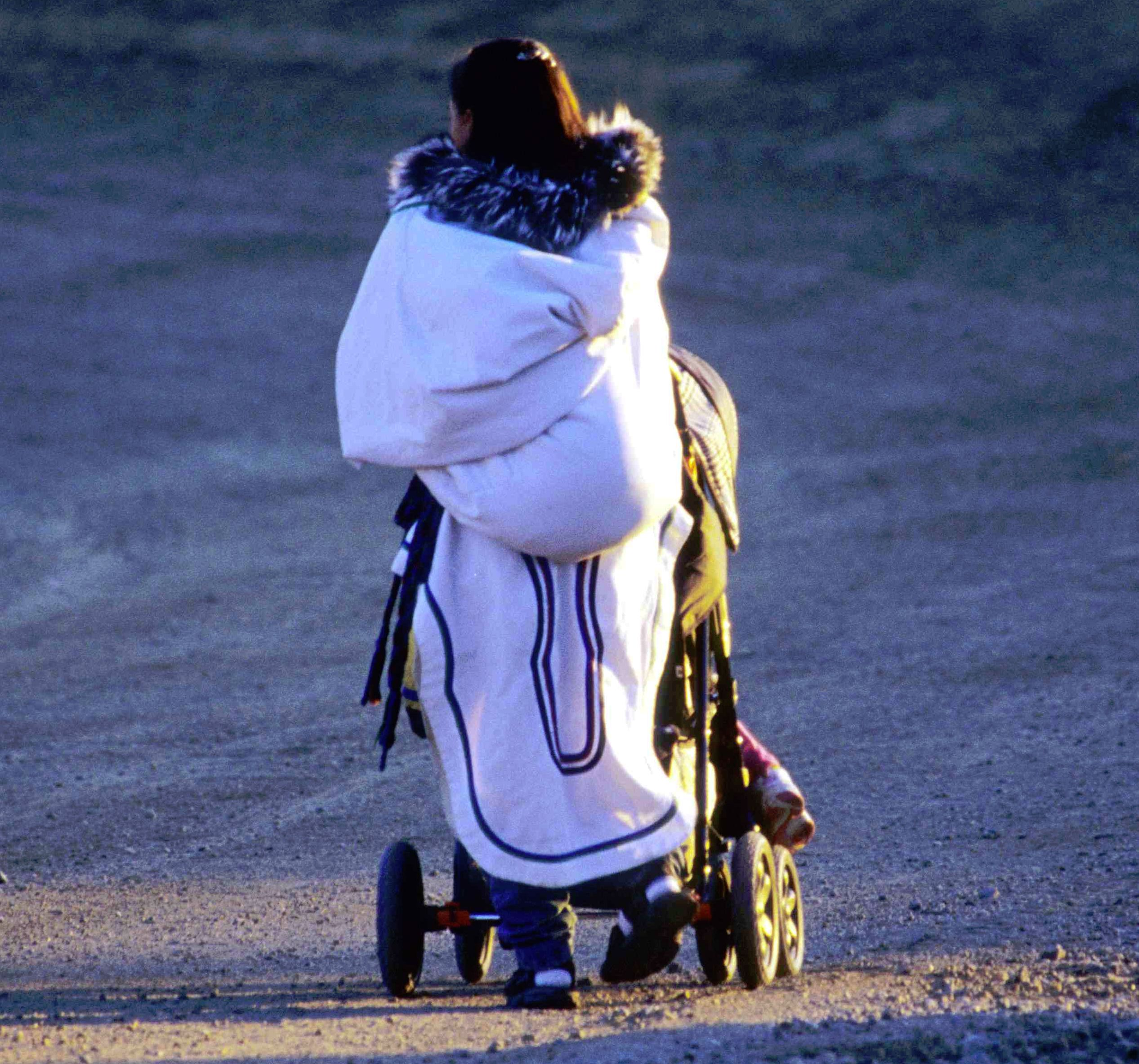
Inuitfrau mit langschwänzigem Amauti (Akulik) mit Baby (Kinngait, Nunavut, 2002)

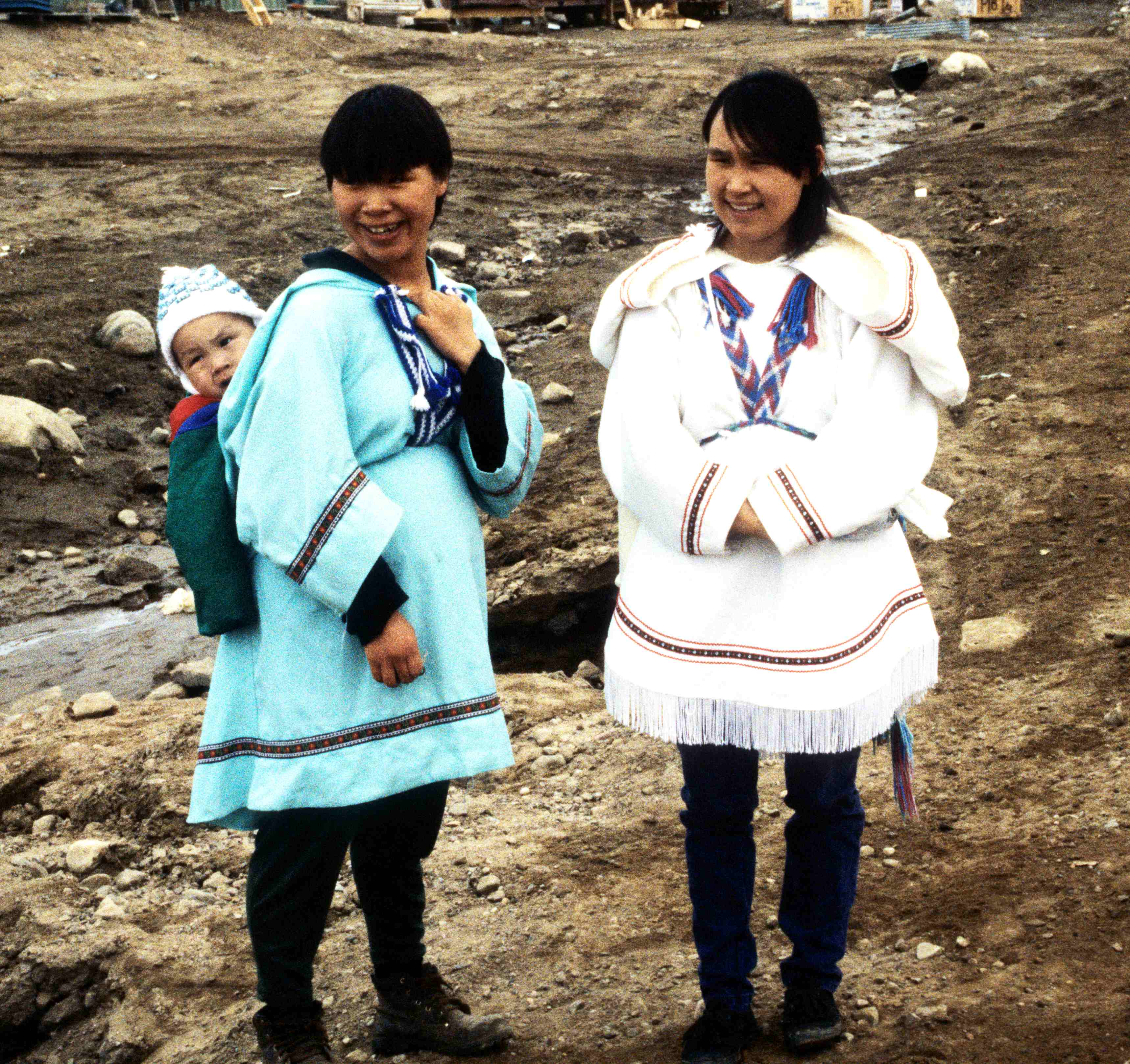
Zwei Inuitfrauen mit Amautis in Hemdform (Angijuqtaujaq) (Nunavut, 1995)

Es bestehen zwei Typen des Amauti: Der nach hinten frackartig verlängerte Amauti Akulik (linke Abbildung), und der hemdartig geschnittene, ebenfalls mit verlängertem Rücken, aber mit unten rundum schrägem, nicht gerundetem Saum, der Angijuqtaujaq (rechte Abbildung). Ende des 17. Jahrhunderts hatten noch die Parkas der Männer und der Frauen lange Rückenschöße, ein Merkmal, das bei den Stämmen der gesamten Arktis zu unterschiedlichen Zeiten aus der Mode kam. Beispielsweise trugen schon Anfang des 18. Jahrhunderts die Labrador-Männer keine Schöße mehr, während die Parkas der Karibu- und der benachbarten Ungava-Inuit sie noch bis in das 20. Jahrhundert hinein aufwiesen.
Anhand der unterschiedlichen Kapuzenformen, der Verzierungen und der Form des Schwanzes lässt sich die Region oder der Stamm bestimmen, aus dem die Trägerin stammt. Die Ärmel und der Saum des Winter-Amauti sind in der Regel mit kräftigfarbigen Streifen besetzt, die den Schwung des Frackschoßes betonen. Der klassische Winter-Amauti hat einen weißen Baumwollüberzug (silapak), daneben gibt es ihn auch in kräftigen Farben, mit einem Innenfutter aus Wollstoff, auch verbrämt, in dunkleren Farben. Auch werden heute alle geeigneten, modernen Oberstoffe (Synthetikfasern) verwendet.
Der Amauti war ursprünglich ganz aus Fell gefertigt. Dabei können alle Pelztierarten Verwendung finden, Robbenfell (behaart und enthaart), Karibufell, Hundefell, Eisbärfell, Zieselfell und sogar Vogelfelle verschiedener Arten. Festliche, mit dem Haar nach außen zu tragende Amautis weisen kunstvolle Muster auf. Kontrastierendes Pelzwerk wird geschickt nebeneinander gesetzt und sauber mosaikartig verarbeitet, mal in Gestalt grotesker Ornamente oder als breite Besätze sowie schmalen Randeinfassungen. Möglichst alle Fellteile, wie Pfoten oder Kopfstücke, finden dafür Verwendung. Für langhaarige Verbrämungen wird neben Polarfuchsfell die Mähne des Karibus benutzt. Leichte Parkas können aus den flachhaarigen Fellen der Jungtiere (pijiki) gearbeitet werden.
Ursprünglich wurden in nördlichsten Gegenden die dort anfallenden Seehundfelle für den Amauti verwendet, daraus dürfte sich die dem Seehundfell entsprechende geschwänzte Rückenform ergeben haben. Diese Verlängerung bewirkt, dass man sich damit auf den Boden oder in den Schnee setzen kann, ohne sich zu verkühlen. Früher war sie mit Amuletten verziert, wie Perlen, Muscheln und durchstochenen Münzen. Da die Kirche dies als „heidnisch“ ablehnte, nahm der Gebrauch ab. Es hieß, die Amulette sollten die Geister anlocken und sie dazu bringen, durch den schwingenden Rückenschwanz die Eierstöcke anzuregen, und die vorn angebrachten, die Fruchtbarkeit fördern.
Der moderne Sommer-Amauti hat keine Ärmel und ist weniger warm gefüttert. Er ermöglicht es der Mutter, das Kind beim Beerenpflücken oder anderen sommerlichen Tätigkeiten mit sich zu führen. Er wird aber auch im Winter getragen, und zwar mit einem übergroßen Parka darüber, der gleichzeitig Mutter und Kind umhüllt. Der Sommer-Amauti besteht typischerweise aus abgestepptem Stoff in beliebigen Mustern.

## Unterschiede nach Bevölkerungsgruppen(Stand: Anfang 1990er Jahre)
Oakes/Riewe führen 1995 für die unterschiedlichen Eskimostiefel-Ausführungen der kanadischen Inuit folgende Bevölkerungsgruppen auf:
- Iglulik-Inuit
- Baffinland-Igluit
- Labrador-Inuit
- Ungava-Inuit
- Karibu-Inuit
- Netsilik-Inuit
- Kupfer-Inuit
- Inuvialuit[10]

Anhand der Muster und Machart der Stiefel, Parkas und Amauti können Kundige die Herkunft beziehungsweise die Zugehörigkeit des Trägers zu seinem Stamm erkennen.

### Die Iglulik-Inuit

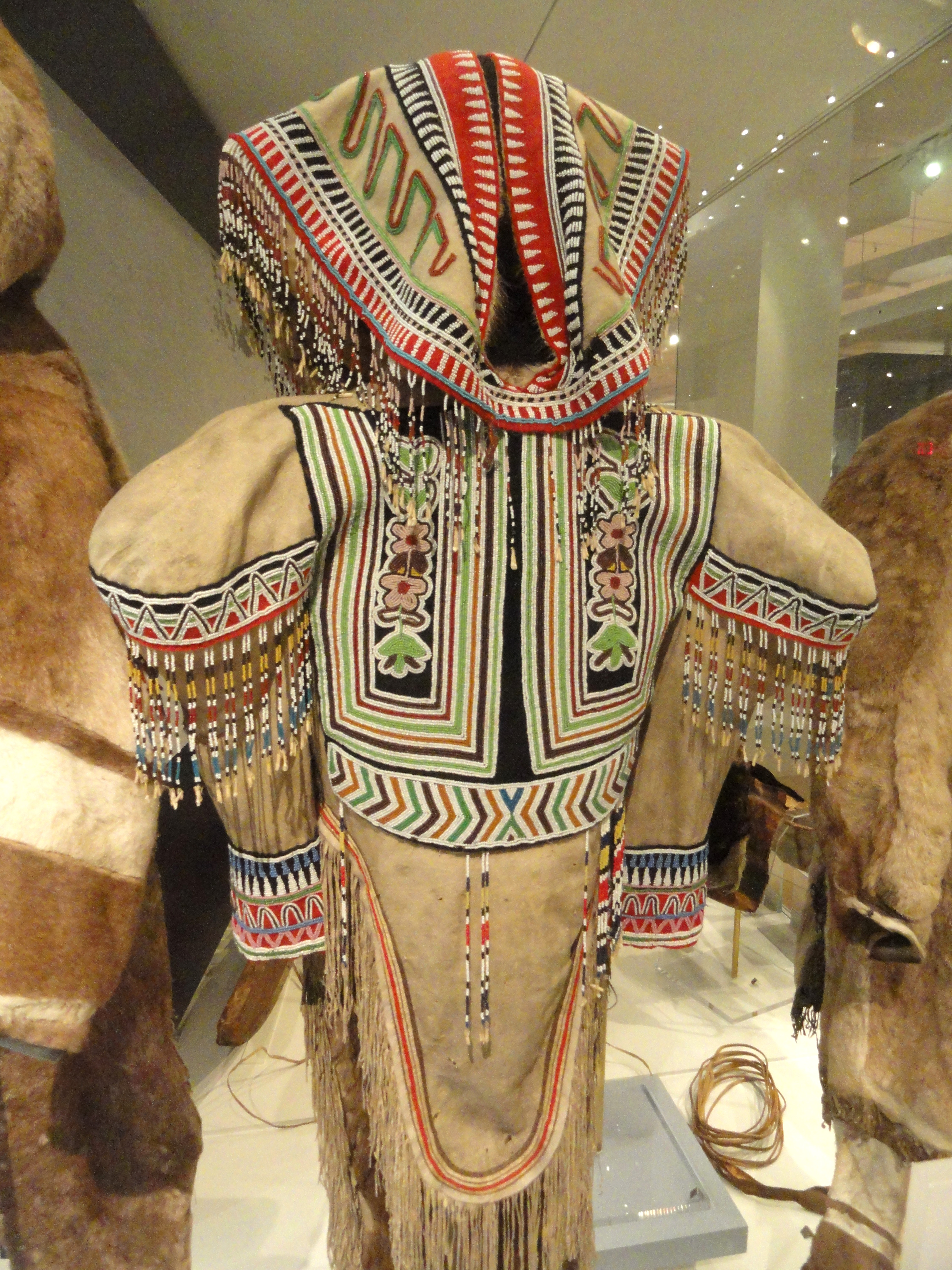
Amauti der Iglulingmiut zum Unterziehen, 1910–1914, Royal Ontario Museum.

Die Region der Iglulik-Inuit, sie selbst bezeichnen sich als Iglulingmiut, umfasst die Gemeinden Iglulik, Sanirajak, Naujaat, Coral Harbour, Pond Inlet und Arctic Bay.
Die Iglulik-Inuit trugen als Sommerkleidung Schichten aus Robbenfell und als Winterkleidung solche aus Karibu- und Eisbärfell. Die Amautis hatten breite Schöße mit hinten längerem Rücken, der in den späten Jahren immer kürzer geworden war. Sie unterschieden sich von denen anderer Gebiete durch zahlreiche Bänder aus hell- und dunkelhaarigem Fell, die am Saum, der Kapuzenkante, den Taschen und Ärmeln angebracht waren. Von den Walfängern erhaltene Perlen wurden so verschwenderisch wie möglich an der unteren Parkakante angebracht. Kurz nach 1910 übernahmen die Iglulik-Inuit-Frauen von den südlichen Baffinland-Gemeinden einen neuen Parkastil. Er zeichnete sich durch einen kurzen geraden Saum aus, einen A-förmigen Umriss und viele Bänder aus hell- und dunkelhaarigem Karibufell, die um die Saumkante herumgenäht waren. Der Parka wurde zusammen mit Leggings getragen und Stiefeln aus Karibufell mit Sohlen aus Robbenfell.
Die heutigen Iglulik-Frauen tragen eine Mischung aus Kleidung südlichen Typs (darunter Jeans) und traditioneller Fellkleidung, im Sommer fast ausschließlich südlicher Art. Die Frauen mit kleinen Kindern wählten noch um 1990 lieber handgearbeitete Amautis aus Stoff.

### Die Baffinland-Inuit

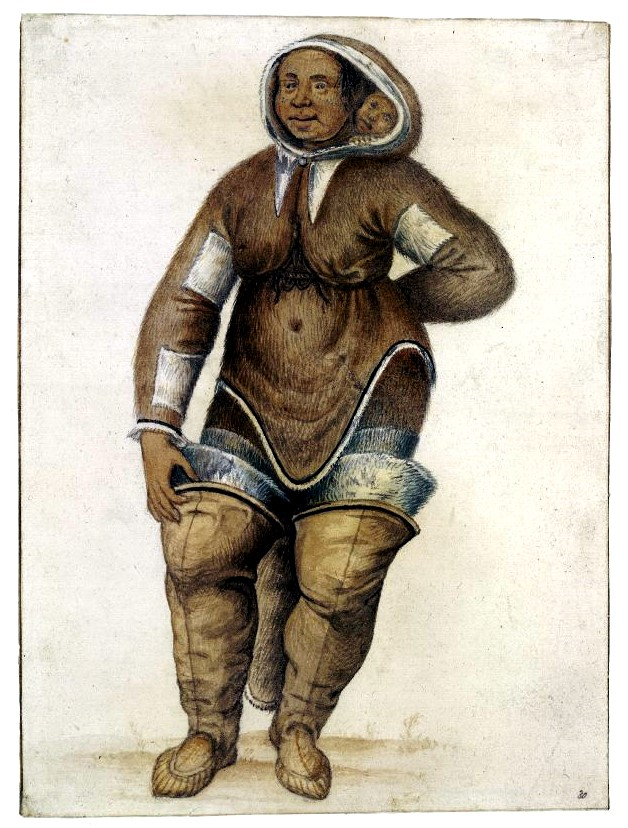
Arnaq und ihr Sohn Nutaaq aus Iqaluit, zwischen 1585 und 1593 von John White gezeichnet

Die Baffinland-Inuit bewohnen die südlichen zwei Drittel der Baffininsel. Eine der frühesten Darstellungen eines Amauti zeigt Arnaq und ihren Sohn Nulaq, gezeichnet 1579 von John White. Die Mutter wurde 1579 mit ihrem Sohn von Martin Frobishers Besatzung gefangen genommen und nach Großbritannien entführt. Ihr Amauti hatte einen langen, zungenförmigen Rückenschoß, einen breiten kurzen Schoß vorn und eine Kindertasche, die quer über den Rücken genäht war.
Die heutigen Amautis sind aus Karibu oder Robbenfell, fein mit kontrastierenden farbigen Fellstücken verziert, die Stiefel sind entsprechend angepasst. Jede Siedlung im Süden der Baffin-Island hat ihren eigenen Stil, besonders bei den Parkas. Diese Teile werden nur noch zu besonderen Gelegenheiten hervorgeholt, im Alltag trägt man industriell hergestellte Massenware und handgearbeitete Kleidung südlichen Typs.

### Die Labrador-Inuit

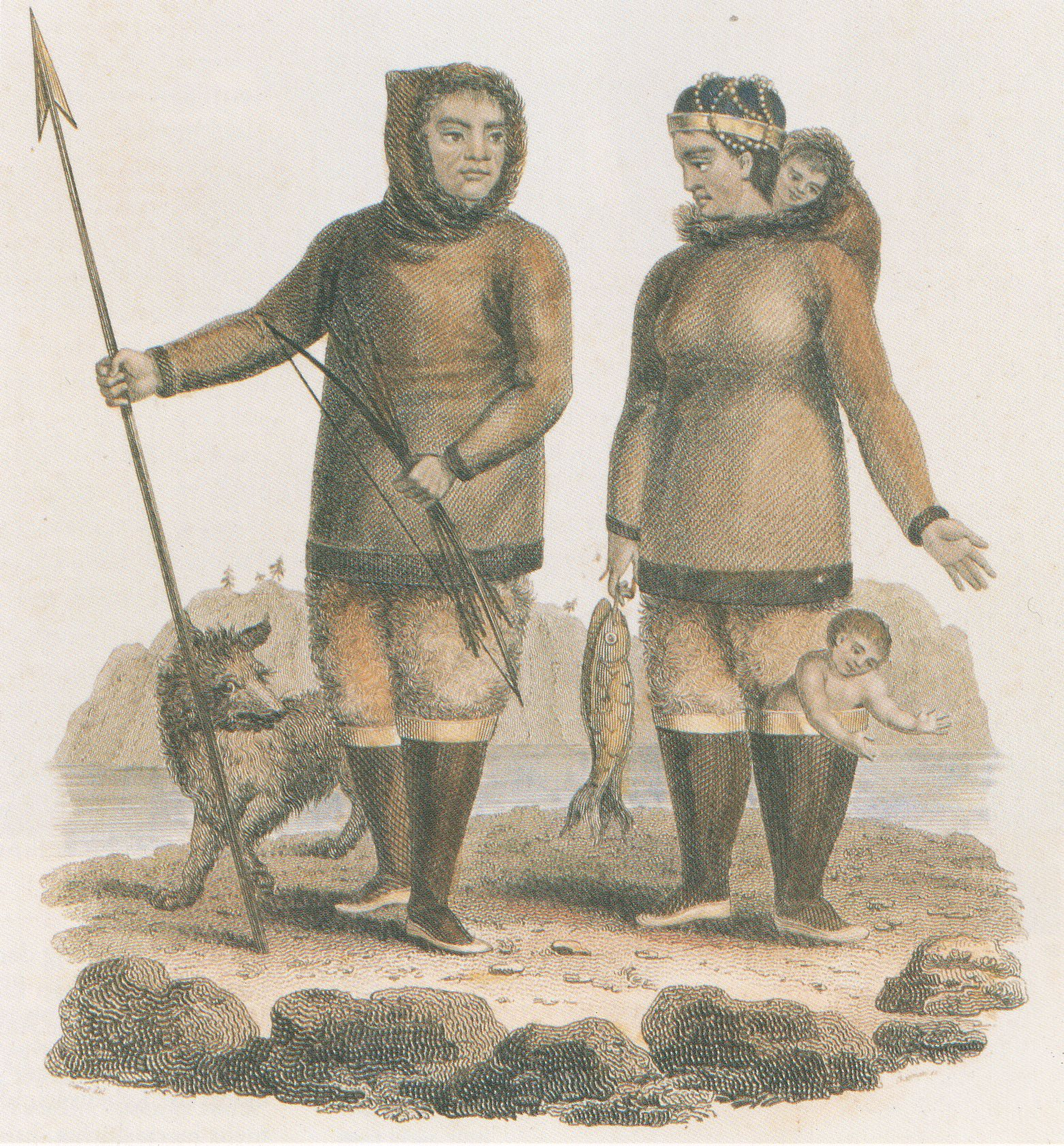
Labrador-Inuit im Parka und Amauti, gezeichnet nach Berichten eines Herrnhuter Missionars, 1812

In der Zeit vor Ende des 18. Jahrhunderts bewohnten die Labrador-Inuit die gesamte Küste Labradors. Heute leben sie hauptsächlich in den küstennahen Gemeinden Nain, Hopedale, Postville, Makkovik und Rigolet.
Ende des 17. Jahrhunderts hatten die Parkas der Männer und Frauen lange Rückenschöße. Anfang des 18. Jahrhunderts hatten die Männerparkas der Labrador-Inuit keine Schöße mehr, während die Frauen sie noch wesentlich länger trugen. Auf der Labrador-Halbinsel lebten viele Pelztierarten, entsprechend vielfältig war das Material der Bekleidung ihrer Bewohner: Robbenfell, Karibufell, Hundefell, Eisbärfell und Vogelbälge. Folgt man zeitgenössischen Darstellungen, trugen die Frauen angeblich ihre Kleinkinder nicht nur im Amauti, sondern auch am Bein, in einem der mit einer Tasche versehenen Stiefeln.

### Die Ungava-Inuit
Die Ungava-Inuit bewohnen die Québec-Labrador-Halbinsel nördlich der Baumgrenze, entlang der Hudson Bay.
Von den Ungava-Inuit benutzte Felle stammten von Robben, Karibus. Gelegentlich wurden auch Vogelbälge verwendet. In der Region einzigartig war ein Parka, der sowohl vorn wie auch hinten lange Rockschöße aufwies. Die Amautis waren mit einem perlenbesetzten Band verziert, das von einer zur anderen Schulter verlief. Auf den Belcherinseln waren die Karibus seit den 1870er Jahren ausgerottet und man nutzte dort eher Vogelbälge, vor allem von reichlich vorhandenen Eiderenten, auch für Strümpfe, Überziehstiefel, Mützen und Taschen. Auch Fischhaut und Robbendärme wurden gelegentlich für Parkas verwendet. Die Eiderentenparkas wurden zusammen mit Hosen, Stiefeln und Unterslippern aus Ringel- und Bartrobben-, Eisbären- und Hundefellen getragen. Bis in die 1960er Jahre trugen dort alle Inuit Parkas aus Eiderentenhaut, sie waren wärmer als südländische Kleidung.
Heutige Ungava-Inuit tragen Kleidung südlicher Art. Die Frauen kombinieren das mit Dingen, die sie aus eingeführten Stoffen, eigenen Fellen und gesammelten Eiderdaunen herstellen. Die Amautis sind aus weißem Baumwollstoff oder Polyester und mit Materialien wie Baumwollflanell, Duffle, Schaffell oder Daunen gefüttert. Die Kapuzen sind mit Eisfuchs-, Hunde- oder gelegentlich mit Polarhasenfell verbrämt. Um 1970 wurden auch erneut Karibus angesiedelt, die kontrolliert bejagt werden. Nahezu sämtliche Teile der Tiere werden verwertet, alles Fleisch wird gegessen, die Beinfelle werden zu Stiefeln und die Rumpffelle zu Oberbekleidung verarbeitet, aus den Knochen werden Werkzeuge und die Sehnen („Sinew“) werden als Garn genutzt.

### Die Karibu-Inuit

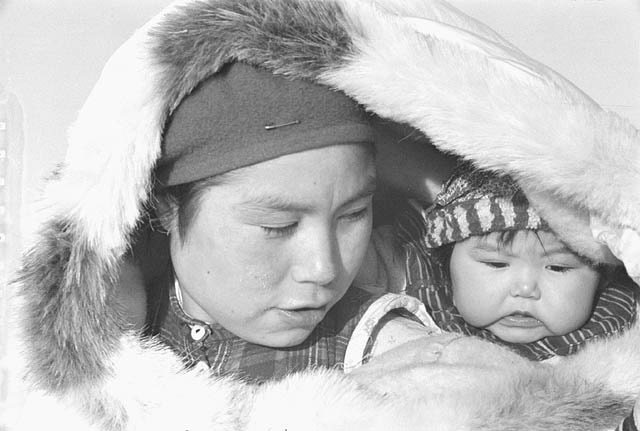
Martha Nulukie und Louisa
(Inukjuaq, 1947)

Karibu-Inuit wohnen im Keewatin-Distrikt in den Gemeinden Chesterfield Inlet, Baker Lake, Rankin Inlet, Whale Cove und Arviat.
Das typische Kleidungsstück der Karibu-Inuit im 19. Jahrhundert waren perlenverzierte Parkas mit langen, breiten vorderen und hinteren Schößen. Auch für die Karibu-Inuit wird vermutet, dass in den Fellstiefeln von den Frauen Kleinkinder transportiert wurden. Eine Inuitfrau gab in den 1980er Jahren eine andere Erklärung: Die Stiefeltaschen seien dazu benutzt worden, Karibu-Windeln aufzubewahren und zu trocknen. Diese „Windel“ war ein großes Stück Karibufell, das unter das nackte Baby gelegt wurde, bevor es in die Amautitasche der Mutter kam. Die benutzte Windel ließ sie gefrieren und säuberte sie danach mit der Geweihzacke eines Karibus oder mit einem stumpfen Schaber, anschließend steckte sie die Windel in eine der beiden Stiefeltaschen zum Trocknen. Eine dritte, bereits trockene Windel befand sich in der Tasche des zweiten Stiefels.
Obwohl die Gemeinden anderen heutigen Orten gleichen, tragen die Menschen zur südlichen Kleidung weiter solche aus Karibu- und Robbenfellen, ebenso im traditionellen Stil gefertigte Textilien. Einige Näherinnen verzieren Parkas mit perlenbestickten Stücken, die sie in Kunstgewerbeläden erstehen. Mit Zackenlitze, Schärpen und anderen Verzierungen schaffen sie moderne Varianten des traditionellen Parkas.

### Die Netsilik-Inuit
Der Lebensraum der Netsilik-Inuit erstreckt sich über ein riesiges Gebiet von Garry Lake, Back River und Chantrey Inlet im Südwesten bis zur Spitze der Boothia-Halbinsel.
Auf einem Aquarell von John Ross aus der Zeit zwischen 1829 und 1833 sind Männer und Frauen aus dem Gebiet der Netsilik-Inuit dargestellt mit Parkas mit kurzen vorderen und langen rückwärtigen Schößen. Die Frauen trugen dazu Leggings, die an einem Riemen in Taillenhöhe angeknöpft waren. Gab es keine Karibufelle, nahm man für die Kleidung die Felle von jungen Moschusochsen. Die Beinfelle wurden zu Handschuhen und Stiefeln verarbeitet.
Tabus hielten die Netsilik-Frauen davon ab, während der Zeit des Jagens zu nähen. Daher stellten sie im Spätherbst die Winterkleidung her, wenn ihre Familien entlang der Küste ihre Lager bezogen.
Die Netsilik-Inuit aus der Gegend von Garry Lake und Back River verbrachten viel Zeit im Binnenland, deshalb gab und gibt es Ähnlichkeiten mit der Kleidung der dortigen Bewohner. Außerdem ähneln sich Stilelemente mit denen der Iglulik-Inuit im Osten und der Kupfer-Inuit im Westen. Wenn vorhanden werden für die Absatzborten Wolfsfell, Moschusochsenhäute und Vielfraßfelle benutzt.
Die meisten Netsilik-Inuit tragen heute handgearbeitete oder industriell hergestellte Stoffkleidung.

### Die Kupfer-Inuit
Die Kupfer-Inuit sind die am weitesten westlich beheimateten kanadischen Inuit. Sie wohnen hauptsächlich in den Zentren der Nordwest-Territorien, den Gemeinden Coppermine, Cambridge Bay und Ulukhaktok. Mehrere Sippen finden sich auch in weitab gelegenen Lagern am Coronation Gulf, Bathurst Inlet, Contwoyto Lake und auf der Victoria-Insel.
In den 1910er Jahren trugen die Kupfer-Inuit noch Parkas mit kurzer Taille und langen schmalen Rückenschößen und Ärmeln, die bis zum Handgelenk reichten und ein Stück Haut unbedeckt ließen. Über einen leichten zogen sie zusätzlich einen schweren Parka. Die Frauenparkas hatten überbetonte Schulterspitzen und verlängerte Kapuzen. Eine deutliche Änderung trat zwischen 1916 und 1918 ein, als ein Ehepaar in das Gebiet zog, von dem die Frau aus Alaska stammte. Die anschließend entstandenen, fein verzierten, bis zum Knie oder der Wadenmitte reichenden Parkas sind immer noch beliebt.
In den 1990er Jahren bestand bei den Kupfer-Inuit eine Vielzahl von Fellmoden. Auf Victoria-Island wurden, im Gegensatz zum Festland, beispielsweise Hundefelle für die Kleidung benutzt. Chemisch gegerbte Wildnerzfelle, Polarhasenfelle, Kaninchenfelle- und Rindsfelle, die über die Winnipeg-Pelzbörse in den Nord- und Genossenschaftsläden direkt erhältlich waren, wurden zu modischen Unter- und Überziehparkas für Feste und andere Anlässe im Ort verarbeitet. Die verschiedenen Kleidungsstücke wurden sowohl aus selbstgeschabten wie auch aus industriell gegerbten Fellen hergestellt. Ein weiteres Material für Parkas war Otterfell.

### Die Inuvialuit
Die Inuvialuit leben im Wesentlichen im Yukon-Gebiet und in den Nordwest-Territorien und dort hauptsächlich in den Festlandgemeinden Aklavik, Inuvik, Tuktoyaktuk und Paulatuk sowie in Sachs Harbour auf der Banksinsel. Um 1930 dezimierten durch Walfänger eingeschleppte Krankheiten die einst größte Gruppe der kanadischen Arktis, von wahrscheinlich 2500 Menschen auf 10 bis 150 Inuvialuit. Die wenigen Übriggebliebenen vermischten sich mit den Iñupiat aus Alaska und mit benachbarten Indigenen.
Vor dem verhängnisvollen Eintreffen der Walfänger trugen die Inuvialuit-Männer einen Unterparka, Unterhosen und Strümpfe aus Bisamfell oder Eichhörnchenfell, zusätzlich einen Überziehparka, Überhosen und Handschuhe aus Karibufell. Sie bevorzugten kurzhaarige Felle für die Unter- und langhaarige für die Überziehparkas. Im Sommer trugen sie die Winterkleidung mit dem Haar nach außen. Die Parkas der Frauen waren denen der Männer im Zuschnitt und in der Verzierung vergleichbar, nur die vorderen und die hinteren Schöße waren etwas länger und die Kapuze war wegen der üppigen Zöpfe und Haarknoten weiter geschnitten. Der Saum und die Kapuze waren mit Bändern aus weißhaarigen Karibubäuchen verziert. Nachdem es von den Händlern rote und blaue Wolle gab, wurde sie in die Nähte entlang dieses Fellstreifens miteingenäht. Das weiße Kapuzenband reichte herunter bis auf die Brustseite des Parkas. Ein Paar der weißen Bänder befand sich auf dem vorderen Schoß des Parkas. Tanzparkas hatten eine gerade Saumlinie, die nur knapp bis über die Taille hinabreichte, einige hatten einen langen Schoß. Streifen aus weißem Karibu-Bauchfell an Saum, Schultern und Kapuze waren mit Glasperlen, Haaren und Pelzquasten verziert. Hinzu kamen aufgenähte Verzierungen in Form von Quasten, hergestellt aus einer Vielzahl von Fellen, wie dem kurzschwänzigen Wiesel oder Vielfraß. Sowohl Männer als auch Frauen tätowierten ihr Gesicht.
Die heutigen Inuvialuit-Frauen tragen Konfektionsware ähnlich denen der Kupfer-Inuit im Osten. Immer noch werden Bisam- und Eichhörnchenfelle zu Parkas verarbeitet. Es werden von den einheimischen Näherinnen auch gegerbte Häute und Duffle verwendet, das mit Baumwoll- oder Polyestergewebe überzogen ist. Frauen und Mädchen tragen Parkas mit einer Rüsche am Saum, die als „Mother Hubbard“ bezeichnet werden. Die Parkas der Inuvialuit sind etwa 6 bis 10 Zentimeter länger als die der Kupfer-Inuit.

## Verschiedenes
Im Jahr 2007 wurde ein perlenbesetzter Amauti von Ooloosie Ashevak, der Schwiegertochter der bekannten Inuit-Künstlerin Kenojuak Ashevak, der vorher auf 4000 bis 6000 Dollar geschätzt worden war, für 19.000 US-Dollar versteigert.
Im Mai 2023 gründete die Vereinigung Pauktuutit Inuit Women of Canada das Red Amautiit Project. Rote Amautiit sollen auf das erhöhte Gewaltrisiko für Frauen, Mädchen und nicht-binäre Personen der Inuit-Gemeinschaften aufmerksam machen und an getötete und vermisste Personen erinnern.

Amautis
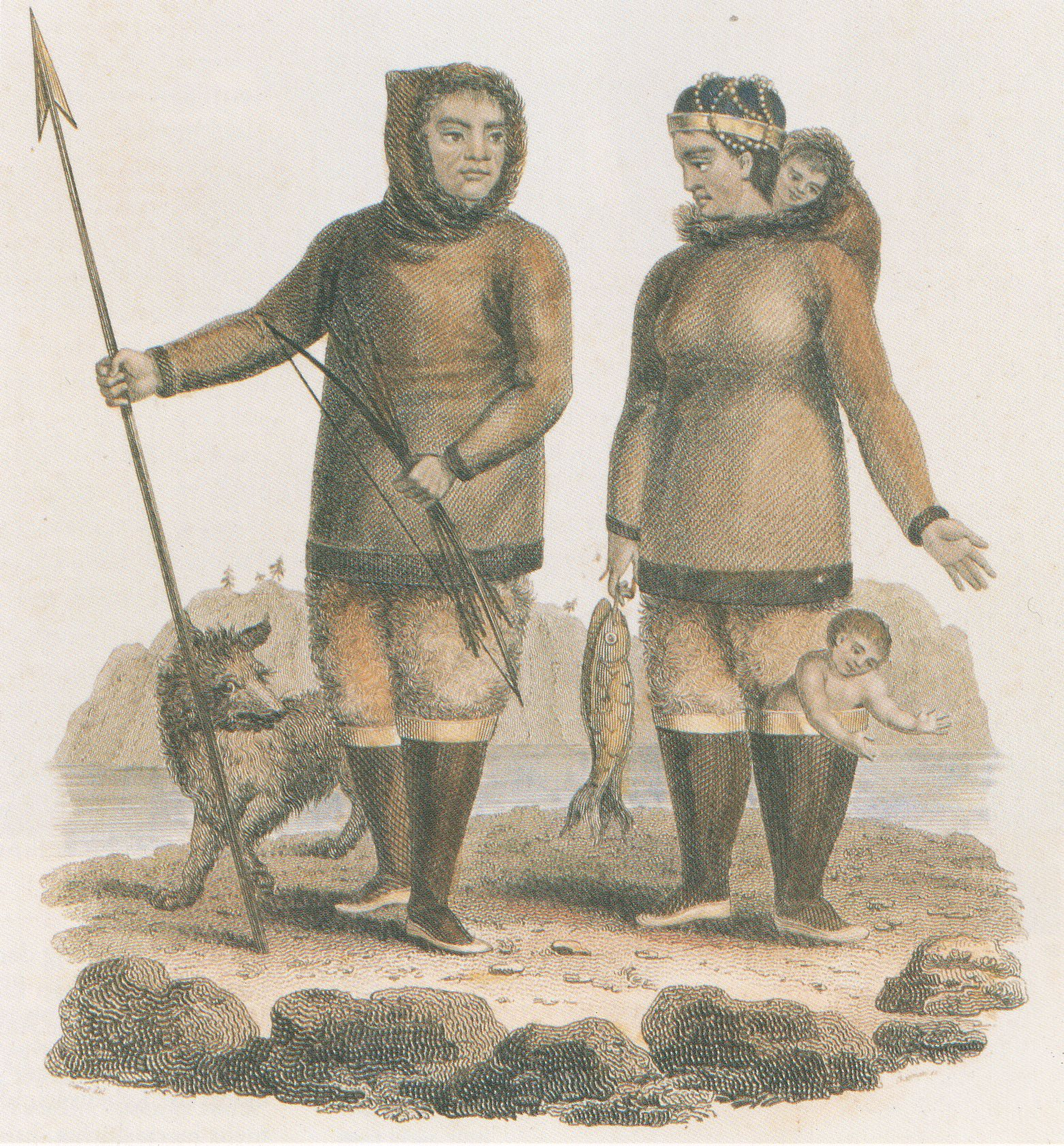
Labrador-Inuit. Mit geradem Saum. Ein Kind im Stiefel (1812)
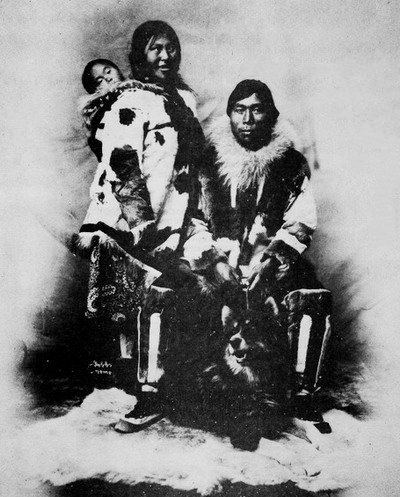
Tschuktschen-Familie (zwischen 1900 und 1910)
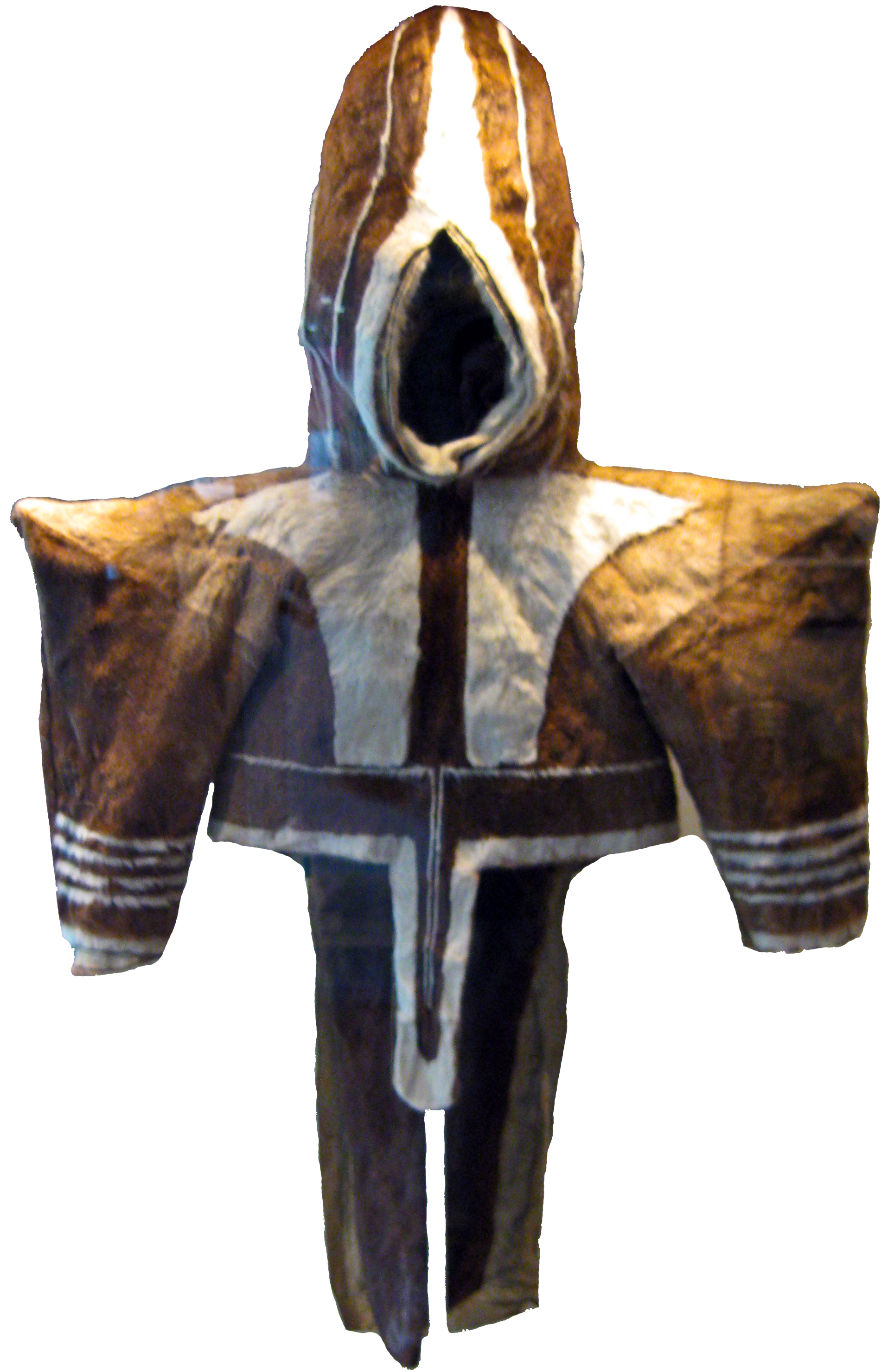
Aus Fellen von Karibukälbern (Pijiki) (frühes 20. Jahrhundert)
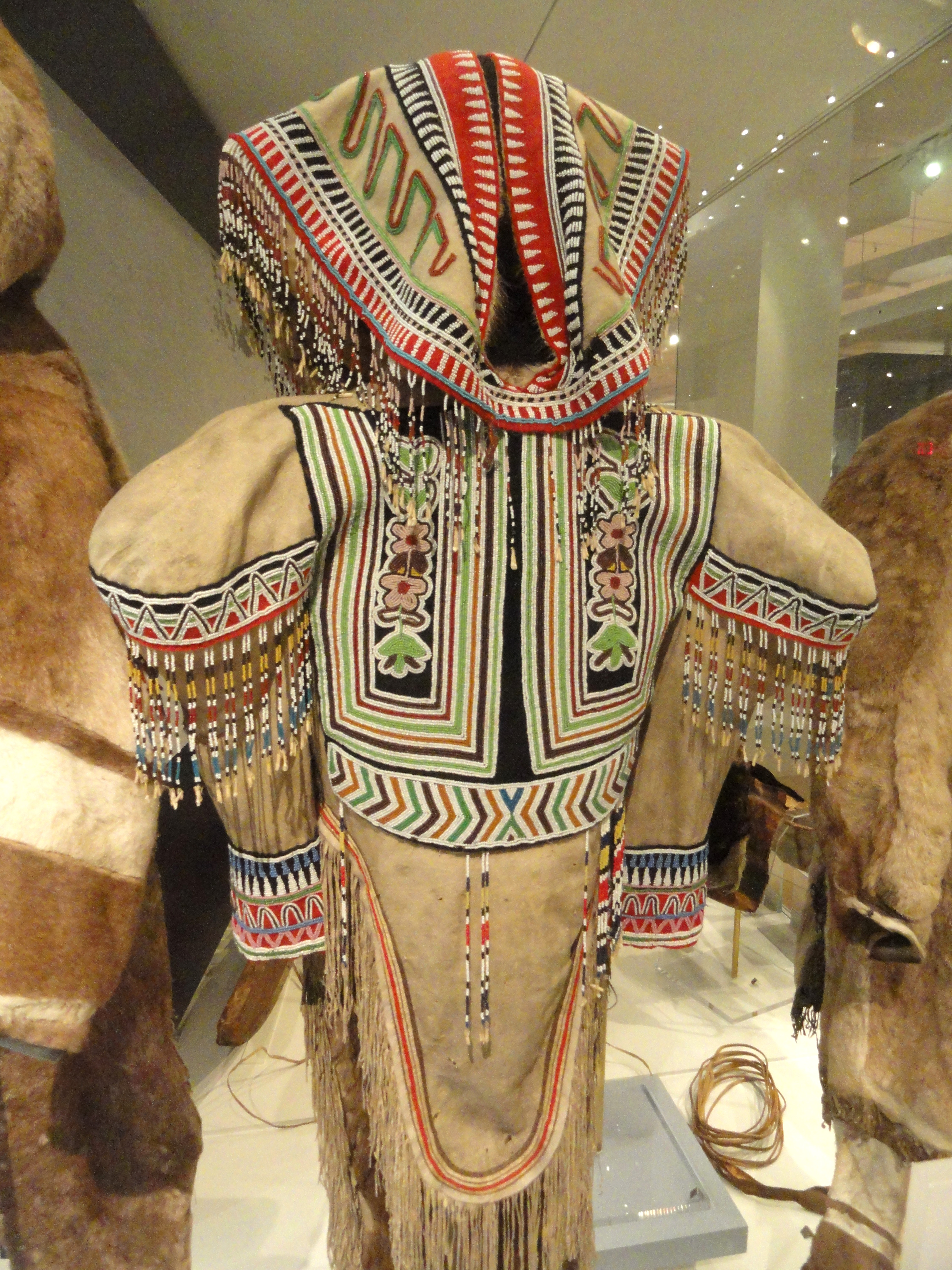
Unterzieh-Amauti der Iglulingmiut (1910–1914)
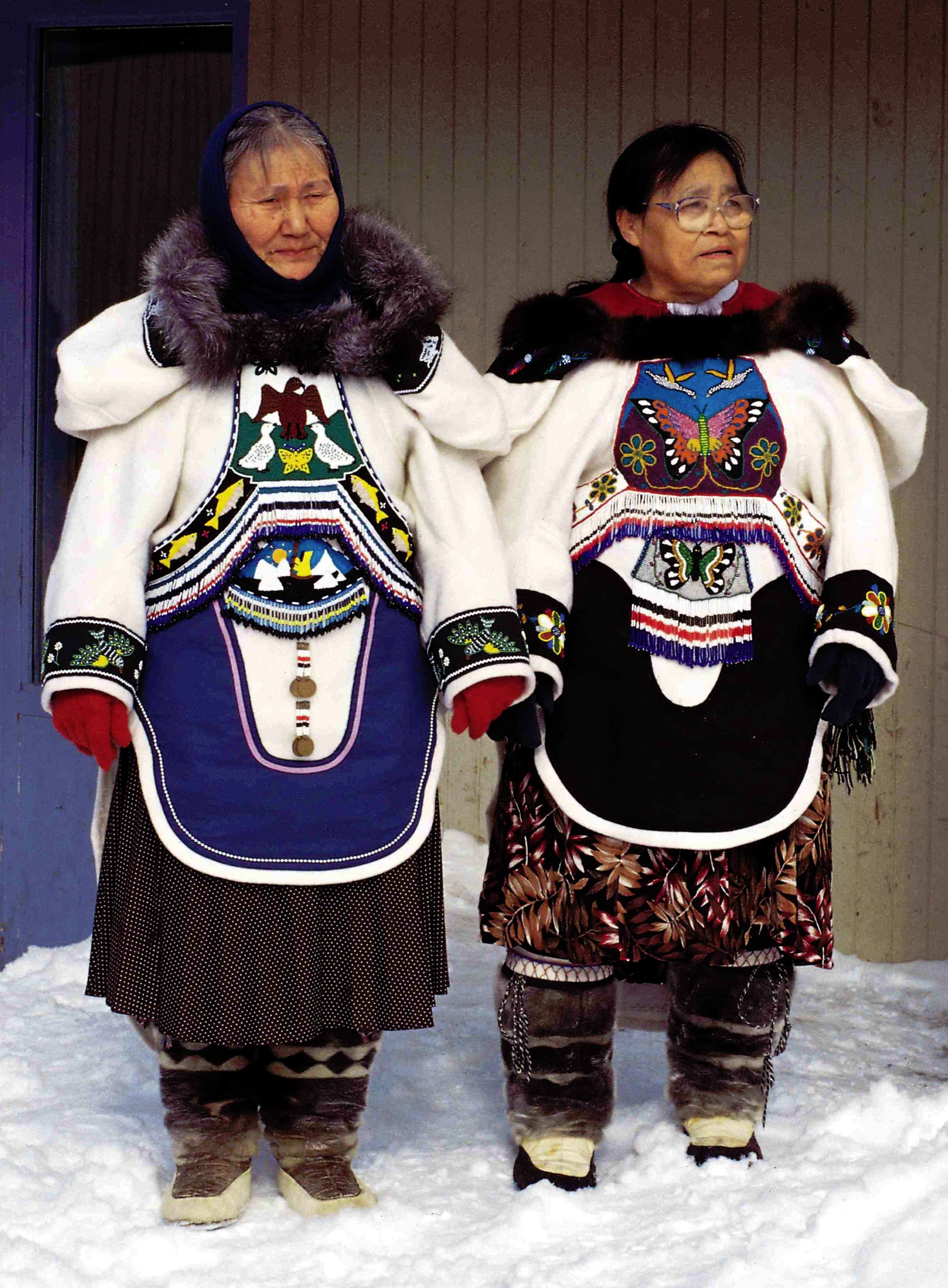
Stoff mit fuchsverbrämter Kapuze (1999)

## Belege
1. ↑  About the Name. In: amautiit.ca. Abgerufen am 18. Mai 2023 (kanadisches Englisch).
2. ↑  Suche nach amaut. In: uqausiit.ca. Abgerufen am 6. Mai 2023.
3. 1 2  Betty Kobayashi Issenman: The Art and Technique of Inuit Clothing. In: McCord Stewart Museum. 2007, archiviert vom Original am 24. Dezember 2021; abgerufen am 6. Mai 2023.
4. ↑  Inuttut-English Dictionary. Abgerufen am 6. Mai 2023.
5. 1 2  Phillip Bird: Intellectual Property Rights and the Inuit Amauti. A Case Study. Prepared for The World Summit on Sustainable Development by Pauktuutit Inuit Women’s Association, Juli 2002, auf www.wipo.int, S. 5. Abgerufen am 6. Mai 2023.
6. ↑  Inuktut Glossary. In: Inuktut Tusaalanga. Abgerufen am 6. Mai 2023.
7. ↑  Betty Kobayashi Issenman: Sinews of Survival: The Living Legacy of Inuit Clothing. University of British Columbia Press, Vancouver, B.C.7 1997, ISBN 0-7748-0596-X, S. 166.
8. 1 2  
Kürschnerkunst der Eskimos. In: Die Kürschnerfibel, Nr. 2, 21. November 1932, Verlag Alexander Duncker, Leipzig, S. 16–19.
9. 1 2 3  
Elijah Tigullaraq: Amauti - Ladies Parka (Memento vom 27. Januar 2021 im Internet Archive) (PDF; Archivlink) auf nmto.ca, Oktober 2008. Abgerufen am 6. Mai 2023.
10. 1 2 3 4 5 6 7 8 9 10 11 12 13 14 15 16 17 18 19 20 21  
Jill Oakes, Rick Riewe: Die Kunst der Inuit-Frauen: stolze Stiefel, Schätze aus Fell. Frederking & Thaler, München 1996, ISBN 3-89405-352-6.
11. ↑  „VI“: Die Mäntel der Eskimos. In: Der Rauchwarenmarkt, Nr. 73, Leipzig, 15. September 1934, S. 4.
12. ↑  Frances Loring: Inuit Mother and Child, 1938. In: National Gallery of Canada. Archiviert vom Original am 18. Juli 2015; abgerufen am 6. Mai 2023 (So auch fälschlich in dieser Skulptur dargestellt.).
13. ↑  Valeria Alia: Kunst und Kunsthandwerk in der Arktis. In: Wolfgang R. Weber: Kanada nördlich des 60. Breitengrades. Alouette Verlag, Oststeinbek 1991, ISBN 3-924324-06-9, S. 101–102.
14. 1 2  L. Jolliet: Journal de Louis Julliet allant à la descouverte de Labrador. Manuscript: Archives du Service Hydrographique, Paris, 1694; Nachdruck: Rapport de l'Archiviste de la Province de Québec pour 1943-1944. Nach Oakes/Riewe, S. 101.
15. ↑  
K. Birket-Smith: The Caribou Eskimos: Material and social life and their cultural position. Report of the Fifth Thule Expedition. John Hopkin Press, Baltimore, MD, 1967. Nach Oakes/Riewe.
16. ↑  William C. James: A Fur Trader's Photographs. A. A. Chesterfield in the District of Ungava, 1901-4. McGill-Queen's University Press, Kingston und Montreal 1985, ISBN 0-7735-0593-8.
17. ↑  G. F. Lyon: The Private Journal of Captain G. F. Lyon of H. M. S. Hecla. During the Recent Voyage of Discovery under Captain Parry. John Murray, London, 1824.

T. Mathiassen: Material Culture of the Iglulik Eskimos. Report of the Fifth Thule Expedition, 1921–1924. Vol. 6. Kopenhagen, 1928. (aus Oakes/Riewe, S. 76–77).
18. ↑  Mathiassen 1921.
19. ↑  Object in Focus: Arctic amautis (mothers' parkas). In: britishmuseum.org. Abgerufen am 18. Mai 2023 (englisch).
20. ↑  L. Fornel: Rélation de la découverte qu'a fait le Sieur Louis Fornel en 1743 de la baie des Eskimeaux nommée par les sauvages Kessesskiou. In 2 of Inventaire des pièces sur la Côte de Labrador conservées aux Archives de la Province de Québec, 1940–1942, R. Paradis, 1743, S. 204–229. In: Oakes/Riewe.
21. ↑  K. Birket-Smith: The Caribou Eskimos: Material and social life and their cultural position. Report of the Fifth Thule Expedition, 1921-1924. (1945). Sekundärquelle Oakes/Riewe, S. 137–138.
22. ↑  
K. Birket-Smith: Ethnographical Collections from the Northwest-Passage. Report of the Fifth Thule Expedition, 1921-1924. 6/2). 1945 (nach Oakes/Riewe, S. 152).
23. 1 2  
A. Balikei: The Netsilik Eskimo. Natural History Press, Garden City, 1970 (nach Oakes/Riewe, S. 152, 154).
24. ↑  J. G. Taylor: Netsilik Eskimo Material Culture: The Roald Amundsen Collection from King William Island. Universitetsforlaget, Oslo, 1974 (nach Oakes/Riewe, S. 152).
25. ↑  Oakes/Riewe, S. 152.
26. ↑  V. Stefansson, 1914 (unklare Jahreszahl bei Oakes/Riewe, die als Quelle nur Werke von Stefansson aus den Jahren 1913 (2) und eines aus 1919 aufführen). Oakes/Riewe, S. 168.
27. ↑  Lot 66 OOLOOSIE ASHEVAK. In: waddingtons.ca. 23. April 2007, abgerufen am 18. Mai 2023 (amerikanisches Englisch).
28. ↑  The Red Amautiit Project. In: Pauktuutit Inuit Women of Canada. Abgerufen am 18. Mai 2023 (amerikanisches Englisch).